# 일본의 코로나19 범유행
다음은 일본에서 코로나19 범유행 현황에 대한 설명이다.

## 경과

### 1월
2020년 1월 16일, 국립 감염증 연구소의 검사를 통해 1월 3일부터 발열로 1월 6일에 일본의 의료기관에 진찰을 하러간 우한시에 여행 경력이 있는 가나가와현 거주 30대 중국인 남성이 신종 코로나바이러스에 감염된 것으로 밝혀졌다. 해당 환자는 1월 10일에 입원 후 회복했기 때문에 1월 15일에 퇴원했다. 또한 해당 환자는 우한화난수산물도매시장에 방문한 적이 없지만, 우한 시에서 감염 의심자인 아버지와 함께 생활한 것으로 보인다.
1월 24일, 도쿄도 내의 병원에 입원하고 있던 외국인 여행자의 감염이 확인되었다. 발병자는 우한시에 거주하는 40대 남성으로, 여행 전 14일부터 발열이 있고 현지의 의료기관에서 진찰했지만 폐렴으로 진단되지 않았고, 일본을 방문했다. 남성은 19일 홍콩 국제공항에서 환승하여 일본에 입국해 22일 일본에서 진찰한 결과 폐렴 증상이 있었기 때문에 입원했었다. 이날 외무성은 후베이성에 대한 감염 위험 정보를 레벨 3 (여행 중지 권고)로 올렸다.
1월 25일, 우한시에 거주하는 30대 여성 여행자의 감염이 확인되었다. 여성은 18일 일본에 입국해 21일 밤부터 발열과 기침 증상이 나타나 23일 도쿄 도내의 의료 기관에서 진찰하였다.
1월 26일, 22일 입국해 24일 아이치현 내의 의료 기관을 진찰한 우한시에 거주하는 40대 남성 여행자의 감염이 확인되었다. 또한 일본 정부는 귀국을 희망하고 있는 우한시에 체류중인 일본인을 전세기로 귀국시키는 것을 1월 24일 결정했다.
1월 27일, 아베 신조 총리는 이날 열린 제201회 국회 · 중의원 예산위원회 · 2019년도 추경 예산 심의에서 일본 내에서 감염이 확인된 경우 감염증 예방 및 감염증 환자에 대한 의료에 관한 법률 (감염법)에 따라 강제 입원 등의 조치를 취할 수 있는 지정 감염증(指定感染症)에 대한 방침을 표명했다.
1월 28일, 26일에 아이치현의 의료 기관을 진찰한 우한시에 거주하는 40대 남성 여행객 및 우한시에 방문한 적이 없지만 우한시에서 온 관광객을 태운 적이 있는 나라현 거주 60대 버스 운전자의 감염이 확인되었다. 이날 밤 홋카이도에서 관광하고 있던 우한시에 거주하는 40대 여성의 감염도 확인되었다.
우한시에 머물고 있는 일본인을 귀국시키기 위한 전세기는 나리타 국제공항과 우한 톈허 국제공항 간 정기 항공편을 운행하고 있는 전일본공수가 운항하여 1월 28일 밤에 출발하였다. 다음날 29일, 우한 공항에 도착 후, 보호복 및 의료 마스크 등 감염 대책의 지원 물자를 일본 정부로부터 중국 측에 제공했다. 이날 오전 6시쯤, 우한 공항을 출발 해 오전 8시 40분경에 도쿄 국제공항에 도착했다. 정부는 귀국자에 대해 가정이나 정부가 마련한 지바현 가쓰우라시의 호텔 미카즈키에서 대기하도록 지시하였다.
1월 29일 저녁, 오사카부에 거주하는 40대 여성 버스 가이드의 감염이 확인되었다. 6번째 감염자인 버스 운전사와 마찬가지로 1월 12일부터 17일까지 우한시에서 온 관광객이 탄 버스에 가이드로 탑승하였다.
1월 30일 전날 전세기 (제1편)에서 귀국한 3명의 감염이 확인되었으며, 그 중 2명은 무증상이였다. 일본 내 감염자 수가 10명을 넘어 섰다. 이날 미에현에 거주하는 50대 남성, 중국 창사시에 거주하는 30대 여성, 교토부에 거주하는 20대 여성의 감염도 확인되었다. 같은 날, 제2편 전세기 편으로 귀국한 210명 중 증상이 없는 184명과 호텔 미카즈키에서 대기중인 체류자 2명을 도쿄도 후추시의 경찰대학교 또는 기타구의 재무성 등 연수 시설인 니시가하라 연수 청사에서 대기하게 되었다.
1월 31일 전세기 (제2편)에서 귀국한 2명의 무증상 병원체 보유자가 감지되었다. 또한 새롭게 지바현 가시와시에 거주하는 20대 여성 버스 가이드의 감염이 확인되었다. 이날 전세기 3편이 도쿄 국제공항에 도착했다. 증상이 없는 사람은 사이타마현 와코시의 국립 보건 의료과학원과 지바현 가시와시의 세관 연수원에서 대기하게 되었으며, 확진자의 경우에는 오타구의 에바라 병원에 격리 치료 받고 있는 것으로 보인다.

### 2월
2월 1일, 전세기 (제3편)에서 귀국한 사람 중 3명이 감염이 확인되었었으며, 그 중 1명은 무증상 병원체 보유자였다.
2월 4일, 지바현에서 우한시에 거주하는 30대 여성 여행자 및 전세기 (제2편)에서 귀국한 50대 여성의 감염이 확인되었다. 이 날, 1월 22일 일본에 입국하여 30일 중국으로 귀국한 당초 음성으로 판단된 50대 남성 여행자에서 양성 반응이 나왔다.
2월 5일, 지바현에서 4일에 확인된 여성의 남편과 교토부에 거주하는 20대 남성의 감염이 확인되었다.
2월 8일, 전세기 (제4편)에서 귀국한 사람 중 1명의 감염이 확인되었다.
2월 11일, 지바현에서 전세기 (제1편)에서 귀국한 우한시에 거주하는 50대 남성과 전세기 (제2편)에서 귀국한 사이타마현에 거주하는 40대 남성의 감염이 확인되었다.
2월 12일, 요코하마항 앞바다에 정박중인 다이아몬드 프린세스에서 검역을 했던 검역관의 남성 1명의 감염이 확인되었다. 또한 아베 신조 총리는 저장성에 체류하고 있던 외국인 등에 대해서도 입국 거부 방침을 표명했으며, 13일 오전 0시부터 실시할 예정이다.
2월 13일, 도쿄의 70대 택시 운전사, 와카야마현 유아사정 병원에서 일하는 외과 의사인 50대 남성과 지바현에 거주하는 20대 남성의 감염이 확인되었다. 이날 밤, 택시 운전사의 장모인 가나가와현의 80대 여성 감염자가 사망하여, 일본 내에서 신종 코로나바이러스에 의한 첫 사망자가 되었다.
2월 14일, 13일에 감염이 확인된 외과 의사가 근무하는 와카야마현 병원에서 진료 경력이 있는 70대 남성의 감염이 확인되었다. 이 날, 도쿄의 남성 택시 운전사의 조합 지부 직원 및 운전자가 참석한 신년회의 야카타부네 직원의 감염도 확인되었다. 또, 오키나와현의 60대 여성 택시 운전사, 아이치현에 거주하는 60대 남성, 홋카이도에 거주하는 50대 남성, 가나가와현에 거주하는 구급대원인 30대 남성의 감염도 확인되었다.
2월 15일, 13일에 감염이 확인된 외과 의사의 동료 의사 50대 남성과 50대 아내, 와카야마현의 병원에 입원중인 60대 남성의 감염이 확인되었다. 또한, 도쿄에서 8명 (이 중 7명은 같은 야카타부네에 승선), 아이치현에 사는 60대 여성의 감염이 확인되었다.
2월 16일, 도쿄에서 5명, 아이치현에서 1명의 감염이 확인되었다.
2월 17일, 전에 사망한 여성을 간호했던 가나가와현 사가미하라시 병원의 40대 여성 간호사 및 다이아몬드 프린세스 호 선내의 정보 연락을 담당하는 후생노동성 직원의 감염이 확인되었다. 또한, 와카야마현에서 이미 감염이 확인되어 입원된 환자의 가족 3명과 지난달 중순 이후에 사이세이카이 아리다 병원에서 진찰을 받지 못한 50대 남성, 아이치현에서 16일 감염이 확인된 환자 지인인 60대 남성의 감염이 확인되었다. 또 이날 귀국한 전세기 (제5편) 승객 중 증세가 있는 2명 중 1명은 도쿄 도립 보쿠토 병원, 1명은 도립 다마 종합 의료 센터로 이송되었다.
2월 18일, 와카야마현에서 감염이 확인된 의사의 10대 아들, 아리다 병원에 입원해 있던 60대 남성, 요코하마항에 정박중인 다이아몬드 프린세스에 의료팀으로 파견되어 있던 30대 남성 간호사 3명의 감염이 확인되었다. 또한 도쿄에서 80대 남성, 50대 남성 직장인, 오타구의 마키타 종합병원에 근무하는 남성 의사 (16일 감염 확인)의 아들인 20대 남성 직장인의 3명과 아이치현에서 16일, 17일에 감염이 확인 된 입원 환자의 지인인 60대 남성 요코하마시의 60대 남성 택시 운전사의 감염이 확인되었다.
2월 19일, 홋카이도 삿포로시에서 40대 남성 직장인, 나나에정의 의원(議員)인 60대 남성, 사가미하라시의 사가미하라 중앙 병원에 입원중인 80대와 70대 남성 환자 2명, 2월 1일에 다이아몬드 프린세스의 승객을 태운 오키나와현의 60대 택시 운전사, 18일 감염이 확인된 80 대 남성의 아내인 도쿄도 70대 여성과 70대 부부, 아이치현 나고야시에 거주하는 50대 여성의 감염이 확인되었다. 또한 전세기 (제5편)에서 귀국한 50대 남성 1명의 감염이 확인되었다.
2월 20일, 후쿠오카현 후쿠오카시에 거주하는 60대 남성 (규슈 최초의 감염자)과 그의 아내의 60대 여성, 도쿄도 40대 남성 (후생노동성 직원), 사이타마현의 30대 남성 (내각관방 직원), 홋카이도의 40대 남성 회사원, 사가미하라 중앙병원의 입원 환자 80대 남성, 오키나와현에 거주하는 80대 남성, 지바현에 거주하는 70대 여성, 나고야시에 거주하는 80대 남성, 요코하마시에서 1명의 감염이 확인되었다.
2월 21일, 홋카이도 나카후라노정에 거주하는 초등학생 2명과 신치토세 공항의 40 대 여성 검역관, 사이타마현에서 10일 감염이 확인된 아버지의 아들 (전세기 2편 귀국자의 미취학 남아), 지바현에서 경비원 60대 남성, 2월 12일 ~ 14일에 도쿄 출장간 50대 남성, 이시카와현 직원, 도쿄도 파트 종업원인 50대 여성, 자영업자 70대 여성, 무직의 50대 여성 3명, 나고야시에 거주하는 70대 남성과 20대 여성, 구마모토시에서 20대 여성 간호사, 요코하마시에서 30대 여성과 사가미하라시에서 80대 부부의 3명의 감염이 확인되었다.
2월 22일, 구마모토현에서 21일 감염이 확인된 20대 간호사의 아버지인 50대 남성, 2월 2일 ~ 10일까지 홋카이도에 머물렀던 가미마시키군에 거주하는 60대 남성, 지바시의 시립 중학교에 근무하는 60대 여성 교사 및 전날 감염이 확인된 경비원의 딸인 30대 여성 직장인과 도쿄도에 거주하는 지바현의 친가에서 귀성중이던 50대 여성 직장인, 홋카이도에서 10대 여성을 포함한 8명, 와카야마현에서 40대 남성, 도쿄도 노인 보건 시설에 근무하는 60대 남성 직원의 감염이 확인되었다.
2월 23일, 미국 국무부가 일본 내 미국인들에게 지역사회 수준의 바이러스 확산세를 이유로 주의하라고 조언했다.
2월 27일, 아베 신조 총리는 긴급하게 4월까지 소학교, 중학교, 고등학교, 공립학교의 휴업을 결정했다.

## 통계
틀:Medical cases chart

## 같이 보기
- 아베노마스크
- 오류파국 : 일부 일본 학자들이 일본에서 코로나19가 확산되다가 돌연변이를 일으켜 자연소멸했다는 오류파국설을 주장